# Zygophylax geminocarpa
Zygophylax geminocarpa är en nässeldjursart som beskrevs av Wilfrid Arthur Millard 1958. Zygophylax geminocarpa ingår i släktet Zygophylax och familjen Lafoeidae. Inga underarter finns listade i Catalogue of Life.